# Максим Сретеновић
Максим Л. Сретеновић је био угледни трговац и штампар, као и председник општине Горњи Милановац.
О његовом животу нема превише података, али је познато да је отворио прву штампарију у Горњем Милановцу још 1890. године. У њој су се штампале и прве горњомилановачке новине, под називом Таково.
Пре првог светског рата је био и народни посланик, а залагао се за поновно отварање гимназије у Горњем Милановцу, до чега је дошло 1912. године.
Сретеновићу је у току првог светског рата одузета сва имовина, а у току истог рата је и умро, 1916. године, од упале плућа.